# Liriomyza braziliae
Liriomyza braziliae är en tvåvingeart som beskrevs av Spencer 1963. Liriomyza braziliae ingår i släktet Liriomyza och familjen minerarflugor. Inga underarter finns listade i Catalogue of Life.